# Mascoutins
Ne pas confondre avec Maskoutains, qui est le nom des habitants de Saint-Hyacinthe ainsi que le nom de leur MRC Les Maskoutains.
Les Mascoutins ou Mascouten ou la Nation du Feu (ou encore Mascoutin, Mathkoutench, ou Musketoon) étaient une tribu amérindienne de langue algonquine et les historiens pensent qu'elle demeurait des deux côtés du Mississippi le long de l'actuelle frontière entre le Wisconsin et l'Illinois. Les Mascouten  sont mentionnés pour la première fois par des missionnaires français au sud du Michigan. En 1712, ils s'unirent avec les Kickapous et les Fox, après avoir été presque exterminés par les Français et les Potéouatamis. Ceux qui ont survécu ont émigré vers l'ouest et sont mentionnés pour la dernière fois en 1779 alors qu'ils vivaient sur la rivière Wabash dans l'Indiana avec les Piankashaw et les Kickapous.
Leur nom viendrait d'un mot Fox signifiant « Peuple de la petite prairie » bien que les historiens ne sachent pas comment ils s'appelaient eux-mêmes. Ce nom est désormais porté par les Potéouatamis du Kansas.